# Światło wolumetryczne
Światło wolumetryczne – technika symulowania światła rozpraszanego na cząsteczkach znajdujących się w powietrzu (dym, mgła), stosowana w trójwymiarowej grafice komputerowej; cząsteczki wymieszane z powietrzem na scenie trójwymiarowej powodują:
- rozpraszanie światła, obserwowane jako snop światła;
- tłumienie światła;
- absorpcję fal o określonej długości.

W przypadku obrazów fotorealistycznych model oświetlenia wolumetrycznego uwzględnia wszystkie te parametry, może również brać pod uwagę asymetrię cząsteczek i, w zależności od kąta padania światła, modulować intensywność światła rozproszonego.
W grafice generowanej w czasie rzeczywistym, w związku z ograniczoną mocą obliczeniową sprzętu komputerowego, wystarcza uproszczenie, że rysowany jest wyłącznie snop światła.

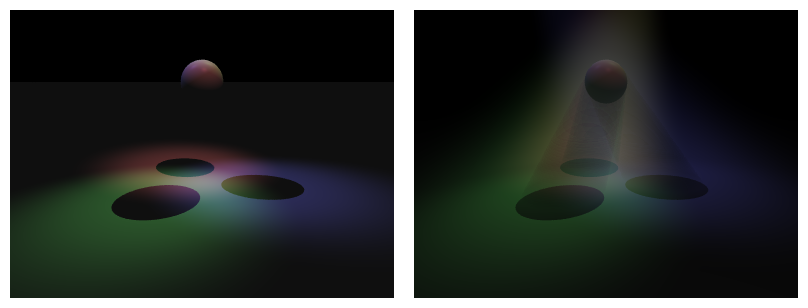
Kula oświetlona przez trzy światła: po lewej zwykłe oświetlenie, po prawej światła wolumetryczne